# Amsvartner
Amsvartner – wyspa, na której bogowie umieścili wilka Fenrira po tym, jak skrępowali go magiczną wstęgą – Gleipnir – wykonaną dla nich przez karły.